# Guerini editore
La Guerini editore è una casa editrice italiana fondata nel 1987 a Milano.

## Storia
La "Edizioni Angelo Guerini e Associati" fu fondata nel 1987 da Angelo Guerini, sostenuto da un gruppo di intellettuali tra i quali si ricordano Emilio Ghezzi, Elio Franzini, Laura Bosio, Antonia Arslan. Specializzata nelle scienze sociali, con una prevalenza di temi filosofici e sociologici, spesso in collaborazione con istituzioni quali l'Istituto Italiano per gli Studi Filosofici e la Comunità di Sant'Egidio, la Guerini ha edito saggi di studiosi quali Maurizio Ferraris (autore di Ermeneutica di Proust, il primo libro pubblicato dalla casa editrice), Emilio Gabba, Luciano Anceschi, Margherita Isnardi Parente, Paolo Chiarini, Sergio Landucci, Andrea Battistini, Vannino Chiti, Gianfranco Miglio, Luca Ricolfi, Franco Ferrarotti.